# Chrám svatého Mikuláše (Staré Mesto)
Chrám svatého Mikuláše je raně barokní sakrální stavba postavená na místě původního gotického kostela pod hradním kopcem Bratislavského hradu.

## Dějiny kostela
Už ve středověku stál na Podhradí jednolodní gotický kostel stejného zasvěcení. Přibližně v roce 1550 jej z obavy před tureckým nebezpečím zbořili. Roku 1661 ho dala znovu postavit Františka Khuen, vdova po palatinovi Pavlovi Pálffym.
Stavba kostela je poměrně jednoduchá. Jde o jednolodní prostor postavený v západo-východní orientaci s polygonálním uzavřeným presbytářem. Hlavní fasáda je ukončena štítem, z něhož vyrůstá čtyřhranná dřevěná věžička se zvonicí. Uprostřed jižní fasády je kamenný portál, doplněný rozeklaným tympanonem, do kterého kamenický mistr umístil precizně vypracovaný reliéf erbů manželů Pálffyových. Nad portálem je nika se sochou patrona kostela.
V interiéru je v presbytáři umístěn hlavní oltář s obrazem sv. Mikuláše, který se zachoval z původního vybavení kostela. Kazatelna je dílem Petra Brandenthala z 18. století.
Původně sloužil věřícím římskokatolické církve a patřil do farnosti Dómu sv. Martina. Vzhledem ke klesajícímu počtu věřících v této lokalitě ho římskokatolická církev přestala používat a dala ho do užívání řeckokatolické církve. V roce 1945 na konci druhé světové války chrám shořel. V letech 1945–1950 ho řeckokatolická farnost zrekonstruovala.
Po násilné likvidaci řeckokatolické církve v roce 1950 chrám přešel pod jurisdikci pravoslavné církve, která ho i v současnosti užívá.